# ГЕС Rapides-Farmers
ГЕС Rapides-Farmers – гідроелектростанція у канадській провінції Квебек, за десяток кілометрів на північ від столиці країни Оттави. Знаходячись після ГЕС Chelsea, становить нижній ступінь каскаду на Гатіно, котра навпроти названого міста впадає ліворуч до річки Оттава (є так само лівою притокою річки Святого Лаврентія, що дренує Великі озера).
В межах проекту річку над порогом Farmers перекрили земляною греблею U-подібної форми висотою 20 метрів та довжиною 1289 метрів, яка утримує лише невелике водосховище з об’ємом 2 млн м3. Що стосується накопичення ресурсу для стабілізації стоку, то для цього у верхній частині сточища Гатіно створені потужні резервуари Баскатонг (при ньому працює ГЕС Mercier) та Кабонга.
Інтегрований у «вершину» греблі машинний зал обладнаний п’ятьма турбінами загальною потужністю 104 МВт, які використовують напір у 20,1 метра.